# Disco Voador (álbum de Clã)
Disco Voador é o sexto álbum de estúdio da grupo musical português Clã, lançado em Portugal em Abril de 2011 pela EMI Music Portugal.
"Disco Voador" é um trabalho feito a pensar no universo dos Supernovos, nos seus sonhos e medos, amigos e amores, integralmente composto por canções originais, lúdicas e irreverentes, cheias de histórias de crianças e para crianças.
A maioria das canções foi escrita por Hélder Gonçalves e tem letras de Regina Guimarães.
O primeiro single foi a canção "Os embeiçados".
O Disco Voador foi considerado o 2º melhor álbum nacional do ano pela revista Blitz.
O álbum foi reeditado em 2018 pela Força de Produção.
| Críticas profissionais                                                      | Críticas profissionais |
| Avaliações da crítica                                                       | Avaliações da crítica  |
| Fonte                                                                       | Avaliação              |
| --------------------------------------------------------------------------- | ---------------------- |
| Ípsilon                                                                     | [carece de fontes?]    |
| Esta tabela precisa de ser acompanhada por texto em prosa. Consulte o guia. |                        |

## Faixas
1. "Amigo do peito"
2. "Paf e puf"
3. "Os embeiçados"
4. "Impaciente"
5. "Asas delta"
6. "Chocolatando"
7. "O meu a meu dono"
8. "Cantiga de embalar a minha mãe"
9. "Loja do mestre Hermeto"
10. "Curta-metragem"
11. "Velho bebé"
12. "Infra-herói"
13. "Arco-íris"
14. "Os que pairam"

### Prémios
- A faixa "Arco-íris" valeu-lhes o Prémio Arco-íris 2011[3], da Associação ILGA Portugal, atribuído em reconhecimento pelo contributo na luta contra a discriminação e a homofobia.